# Patrick Rothfuss
Patrick James Rothfuss, född 6 juni 1973 i Madison, Wisconsin, är en amerikansk fantasyförfattare. Han är känd för serien Berättelsen om kungadråparen som blev mycket omtalad i sociala medier.